# 地隙
地隙（ちげき）は、地表が割れて出現した隙間のこと。旧日本軍では一般的に用いられていた用語である。
中国では大規模な地隙が見られ、水のない谿谷（渓谷）をなしている。秦末の時代、項羽が降伏した秦の兵士を新安（現在の河南省義馬市）の巨大な地隙に生き埋めにした。